# 庾羲
庾羲，字叔和，小字道恩，东晋颍川郡鄢陵县（今河南省鄢陵县西北）人，庾亮的次子。
庾羲年轻时受到当时人赞誉，初为建威将军、吴国内史。晋穆帝很喜欢文辞义理，庾羲至郡里献诗，不少有讽谏之意。上表说：“陛下以圣明之德，只要兴隆唐虞的教化，而战事劳役日久繁多，百姓凋残。凭借数州之物资，供给四海之务，其中的烦劳疲弊，岂能全部说出！昔日汉文帝居隆盛之世，躬亲俭约，断狱四百，几乎使刑法不用。贾谊叹息，还有积薪之言。以古比今，更加忧惧。陛下明察秋毫，宽弘之道，不用我多言。臣世代受恩，恩德入微。受任到东方，亲临所见，愿以宽弘之政，贡献丹心。愿陛下听政之暇，稍加察览。”刚被重用而病卒。

## 子孙
- 庾准，太元年间，自侍中代桓石虔为豫州刺史、西中郎将，镇历阳
  - 庾悦，义熙年间，江州刺史。
- 庾楷
- 庾氏，裴松之母[1]